# Georg Pencz
Georg Pencz, ou Jörg Pencz, né probablement à Westheim près de Bad Windsheim vers 1500 et mort très probablement à Wrocław vers le 11 octobre 1550, est un peintre, dessinateur et graveur allemand de style maniériste et faisant partie des Petits maîtres allemands.

## Biographie
En 1523, il rejoint l'atelier d'Albrecht Dürer. Comme Dürer, il visite l'Italie où il est profondément influencé par l'art vénitien. Il est fort probable qu'il a travaillé avec Marcantonio Raimondi.
En 1525, avec les frères Barthel et Sebald Beham, il est jugé à Nuremberg et qualifié de « peintre impie ». Les trois hommes sont bannis de la ville pour avoir répandu les idées de Thomas Müntzer, affirmant ne croire ni au baptême, ni au Christ, ni à la transsubstantiation. Pardonnés peu après, ils font partie du groupe des Kleinmeister (petits maîtres) en raison du petit format des gravures qu'ils produisent pour les vendre à la pièce.
En 1539, Pencz retourne en Italie, pour un bref séjour, visitant Rome pour la première fois. Puis il revient l'année suivante à Nuremberg, où il reçoit le titre de peintre et obtient un grand succès comme portraitiste. En 1550, il est nommé peintre de cour par Albert de Brandebourg, duc de Prusse, mais il meurt avant de rejoindre son poste.

## Héritage: spoliation nazie et restitution
En mars 1939, la Gestapo nazie a saisi le Jeune couple dans un paysage de Pencz dans la maison d'Arthur Feldmann, un collectionneur juif qui a péri dans la Shoah. Le Pencz a été vendu chez Sotheby's en 1946. Le collectionneur d’art Rosi Schilling en a fait don au British Museum, qui a accepté en 2021 d'indemniser le petit-fils de Feldmann pour spoliation nazie.

## Œuvres

### Peintures
- Der Nürnberger Feldhauptmann Sebald Schirmer, 1545, huile sur bois, Germanisches Nationalmuseum, Nuremberg.
- Der Sturz Phaëthons, 1534, huile sur toile, Hirsvogelsaal, Nuremberg.
- Portrait d'un jeune homme de dix-huit ans, 1544, huile sur bois, Galerie des Offices, Florence (fig. 9).
- Ein 27 jähriger Bildhauer, 1549, huile sur toile, National Gallery of Ireland, Dublin.
- einer Anbetung der Könige (3 fragments), 1530, huile sur bois, Gemäldegalerie, Dresde.
- Heiliger Hieronymus, 1548, huile sur toile, Staatsgalerie, Stuttgart.
- Judith, 1531, huile sur bois, Alte Pinakothek, Munich.
- Portrait d'un homme, 1540, huile sur toile, Musée des Beaux-Arts, Budapest.
- Ange, 1525-1530, huile sur bois, Wallraf-Richartz Museum, Cologne.

### Estampes
- Portrait du duc Jean-Frédéric de Saxe, 1543, burin, Musée Wittert, Liège, inv. 6153[4].

## Galerie

Peintures religieuses et allégories
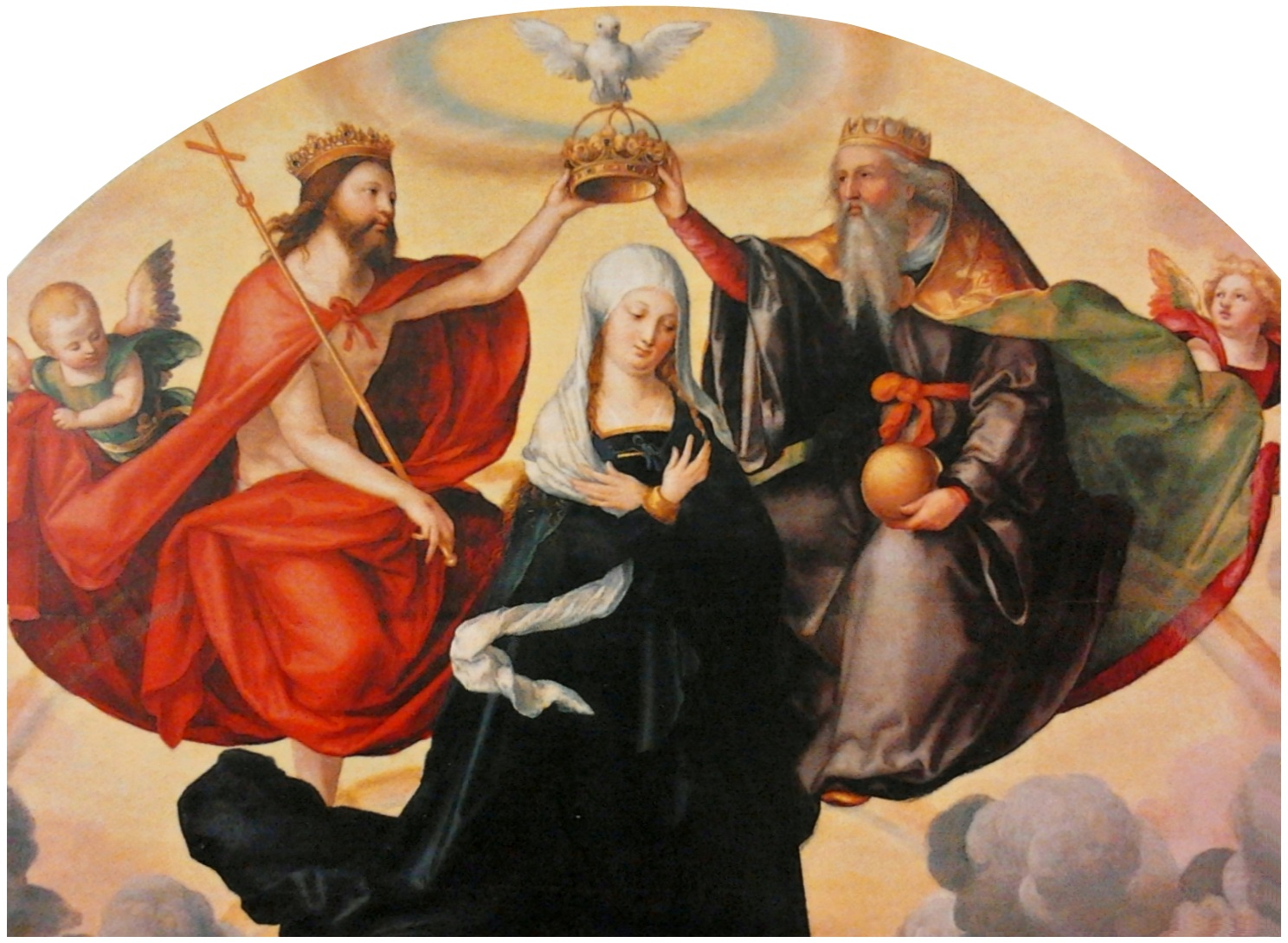
1. Couronnement de la Vierge, vers 1530-1540, Monastère, Cracovie.
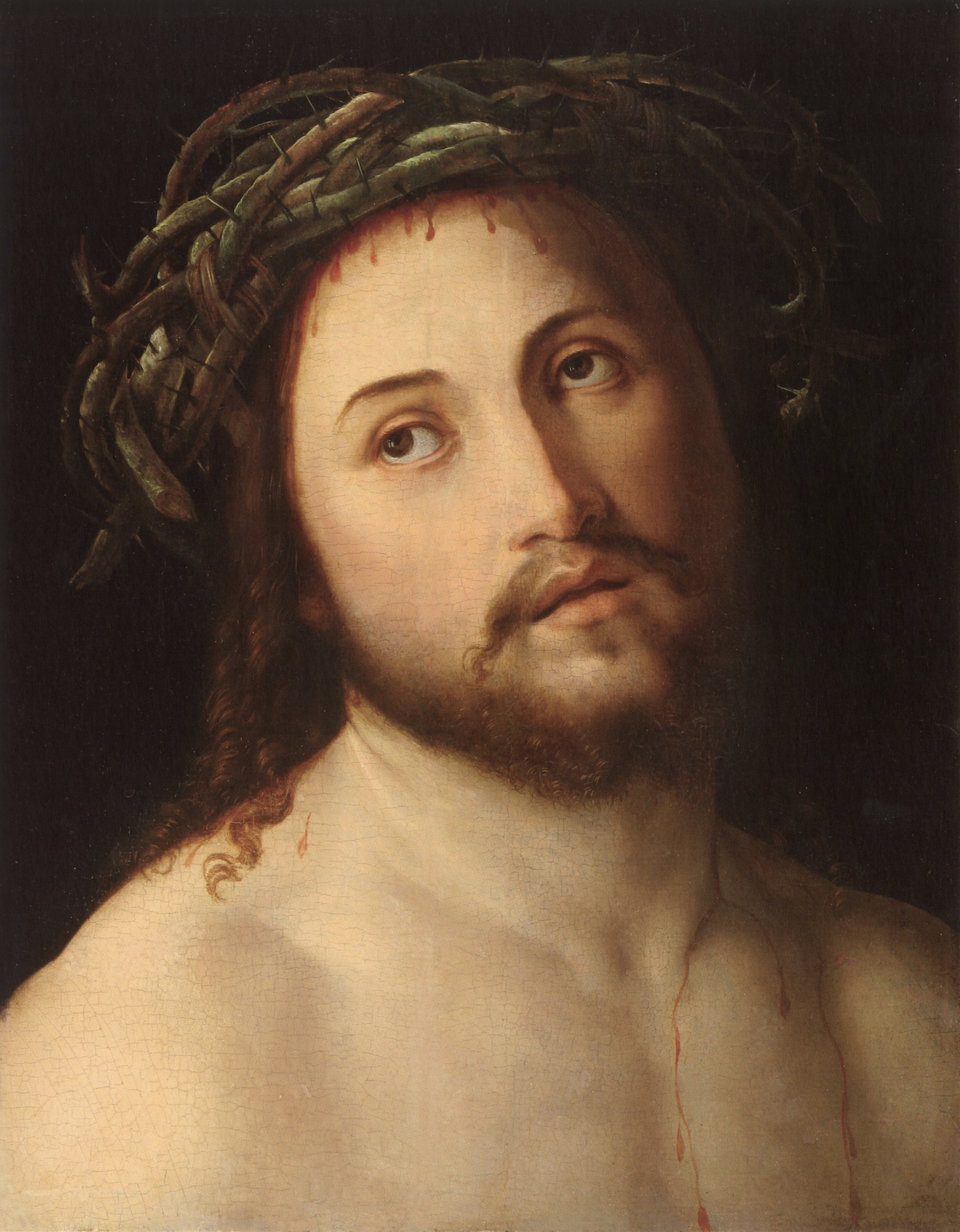
2. Le Christ, 1544, Musée national de Varsovie.
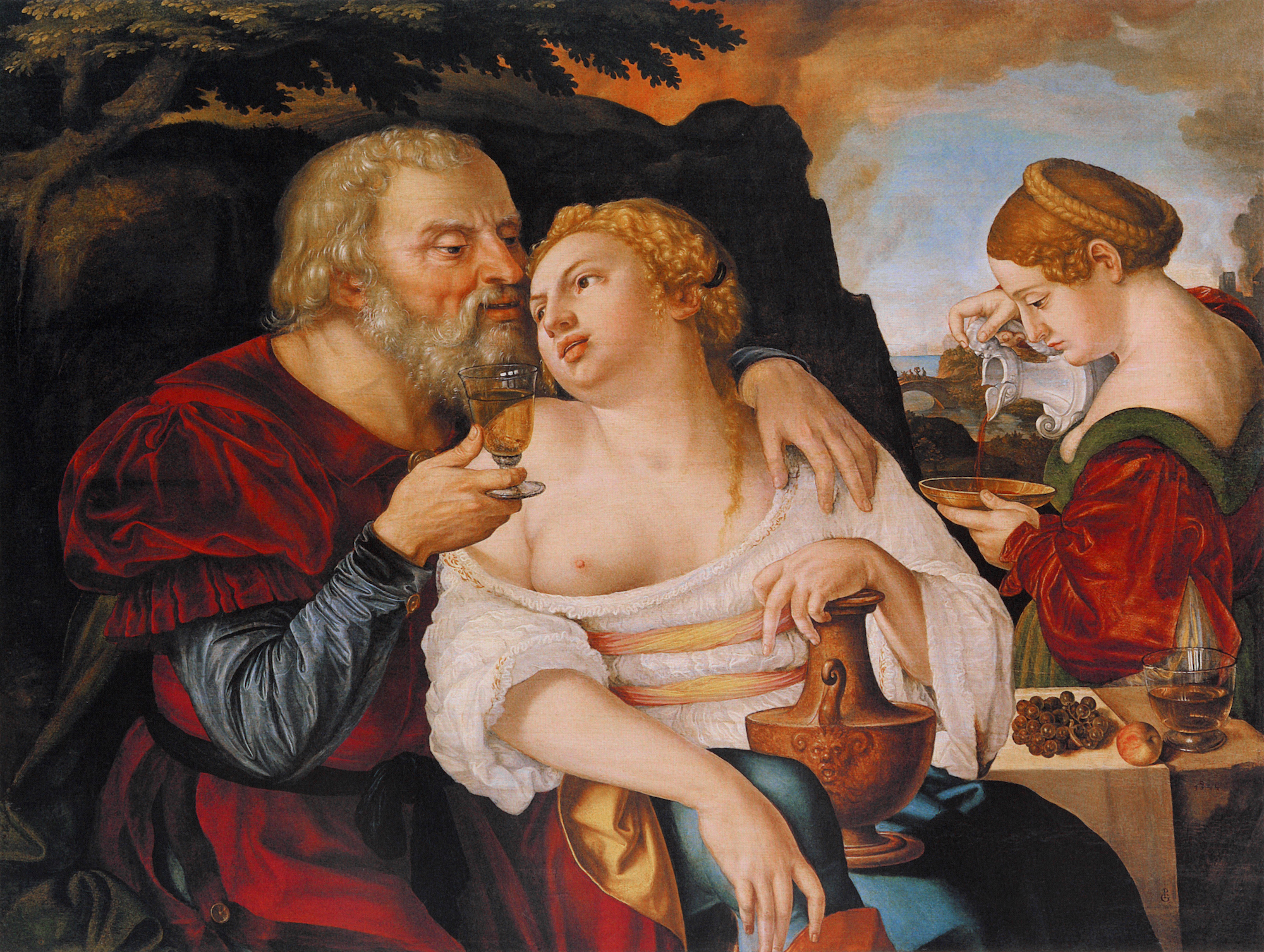
3. Lot et ses filles, 1544, château du Wawel, Cracovie.
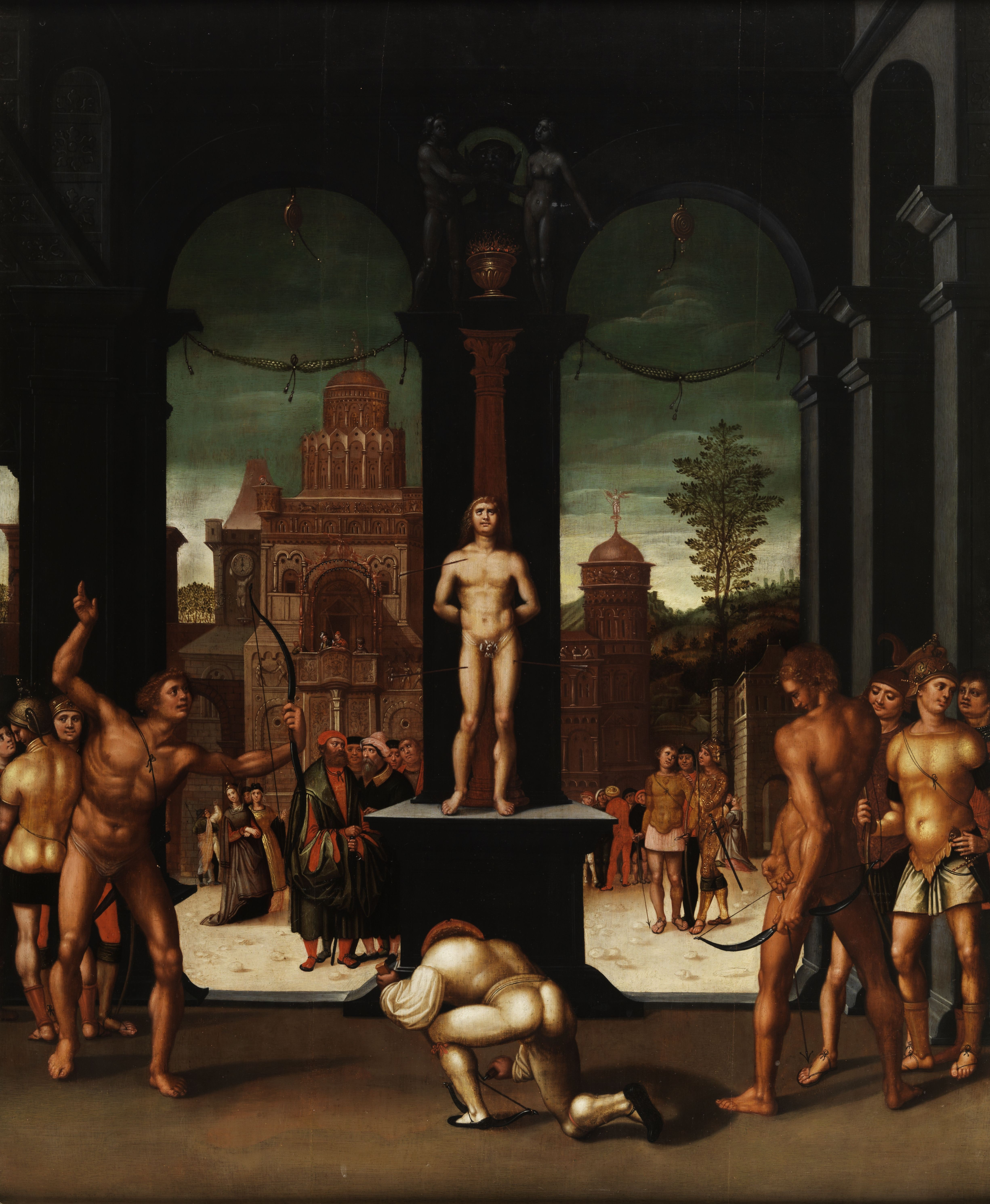
4. Le martyre de saint Sébastien, collection particulière.
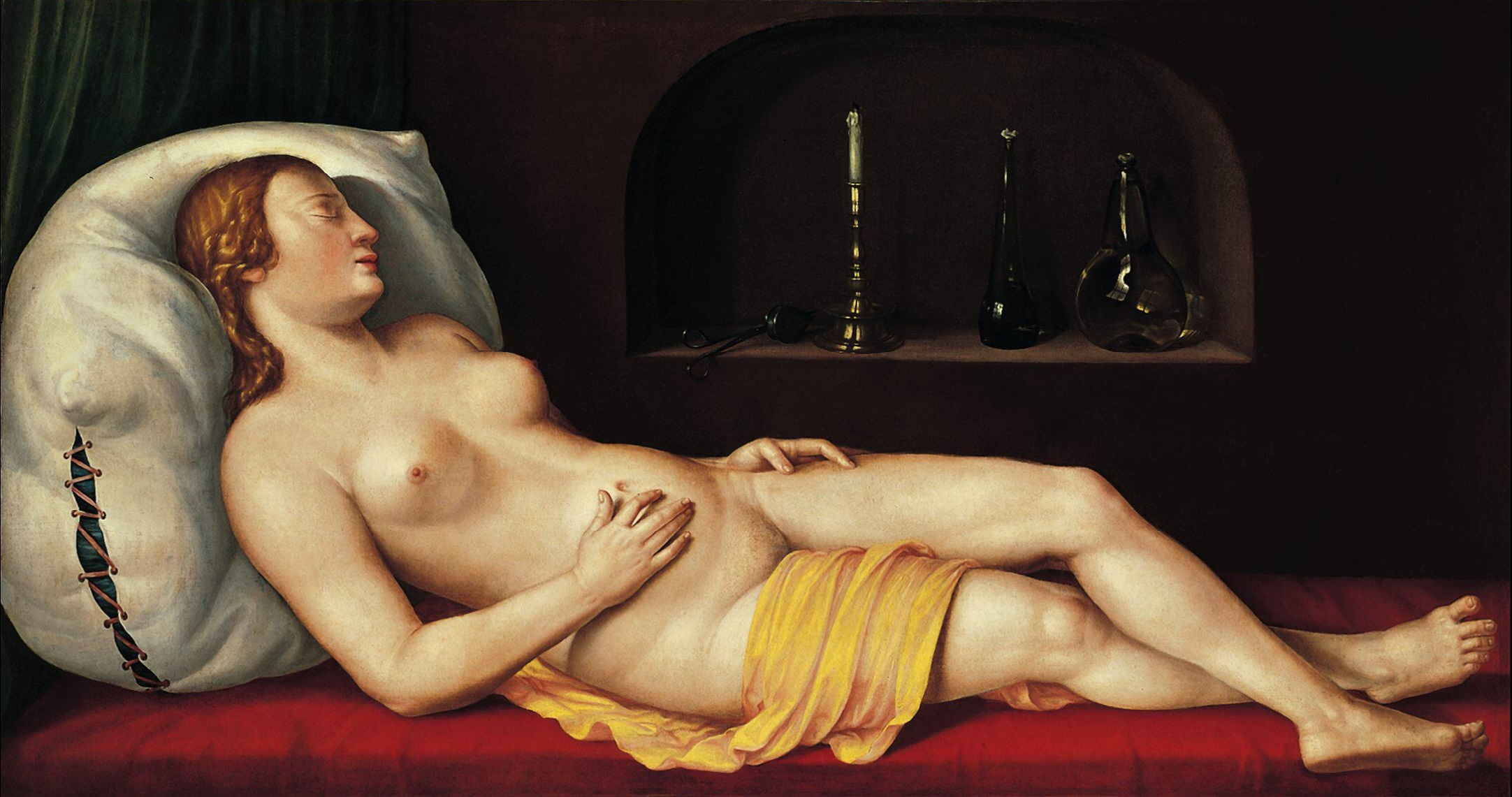
5. Vanité, 1544, Norton Simon Museum, Pasadena.
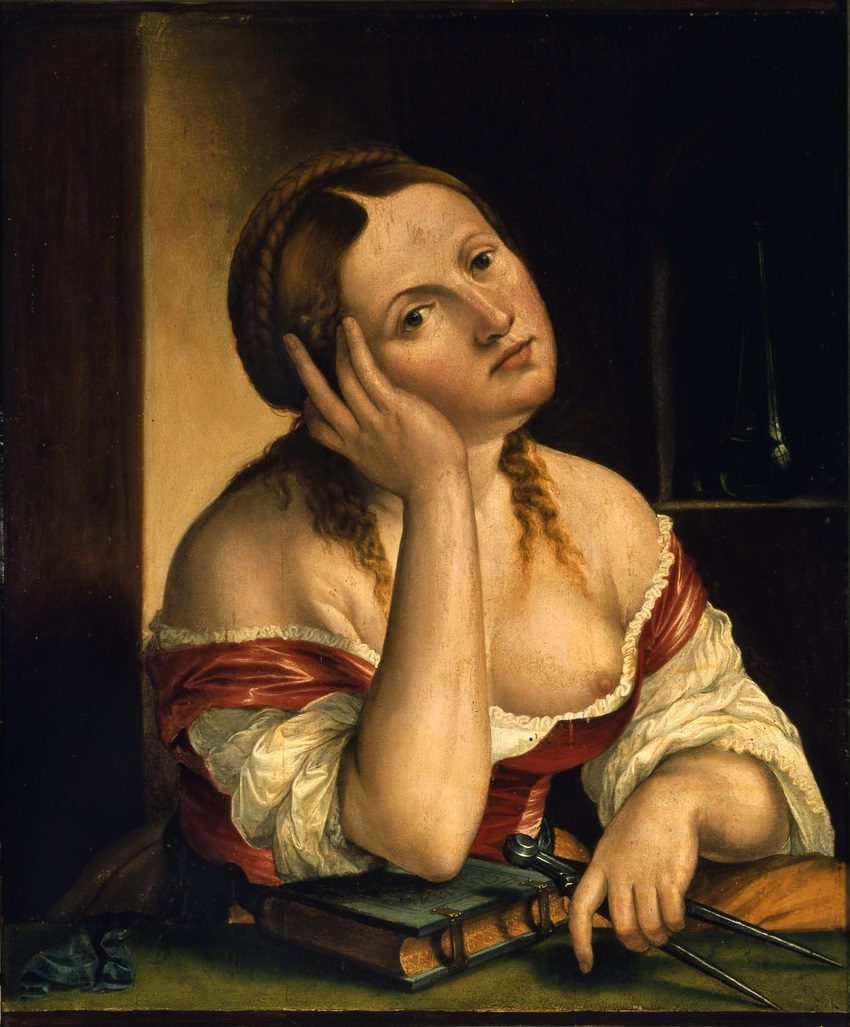
6. Mélancolie, 1545, Château Weissenstein, Pommersfelden.

Portraits
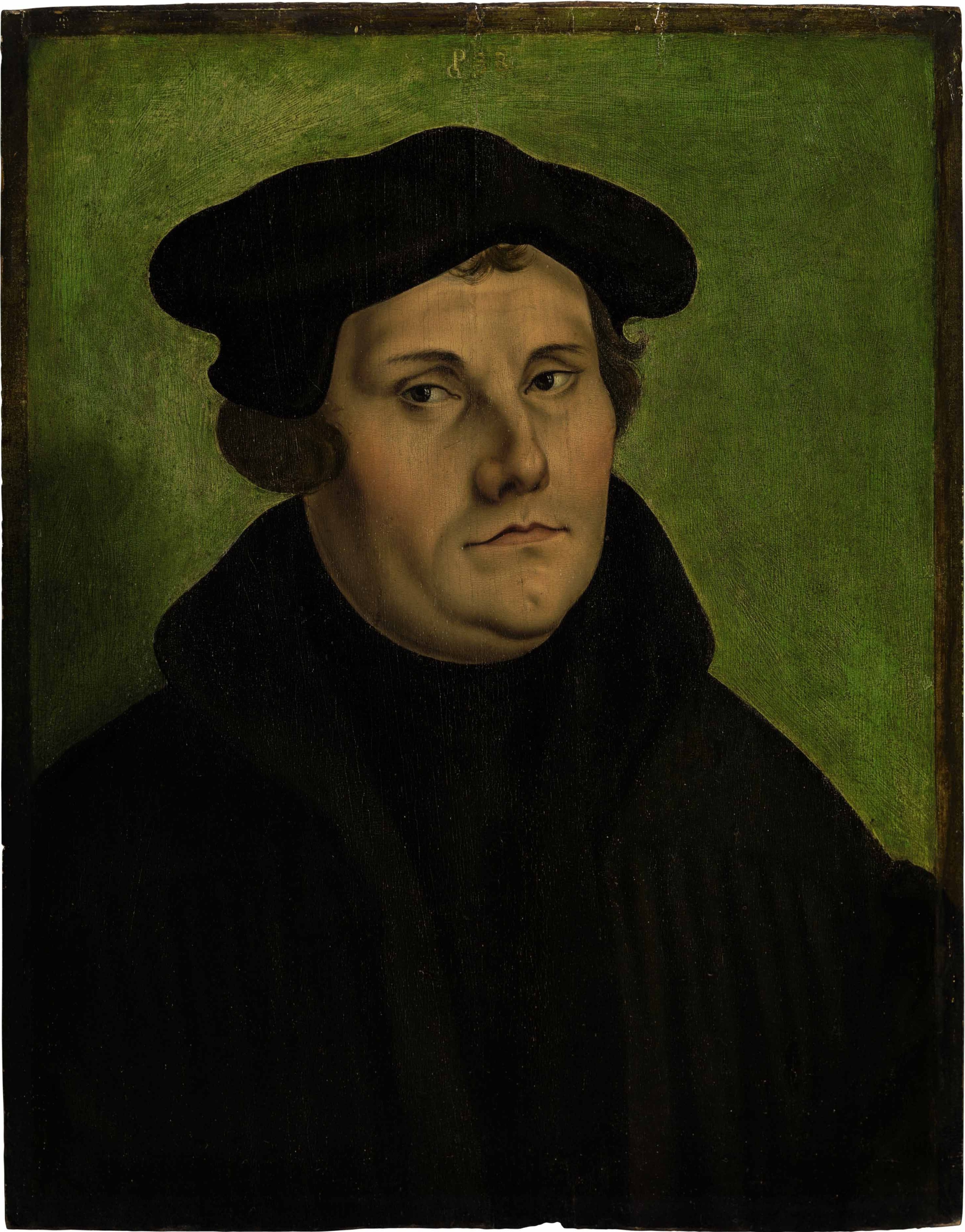
7. Martin Luther, 1533.
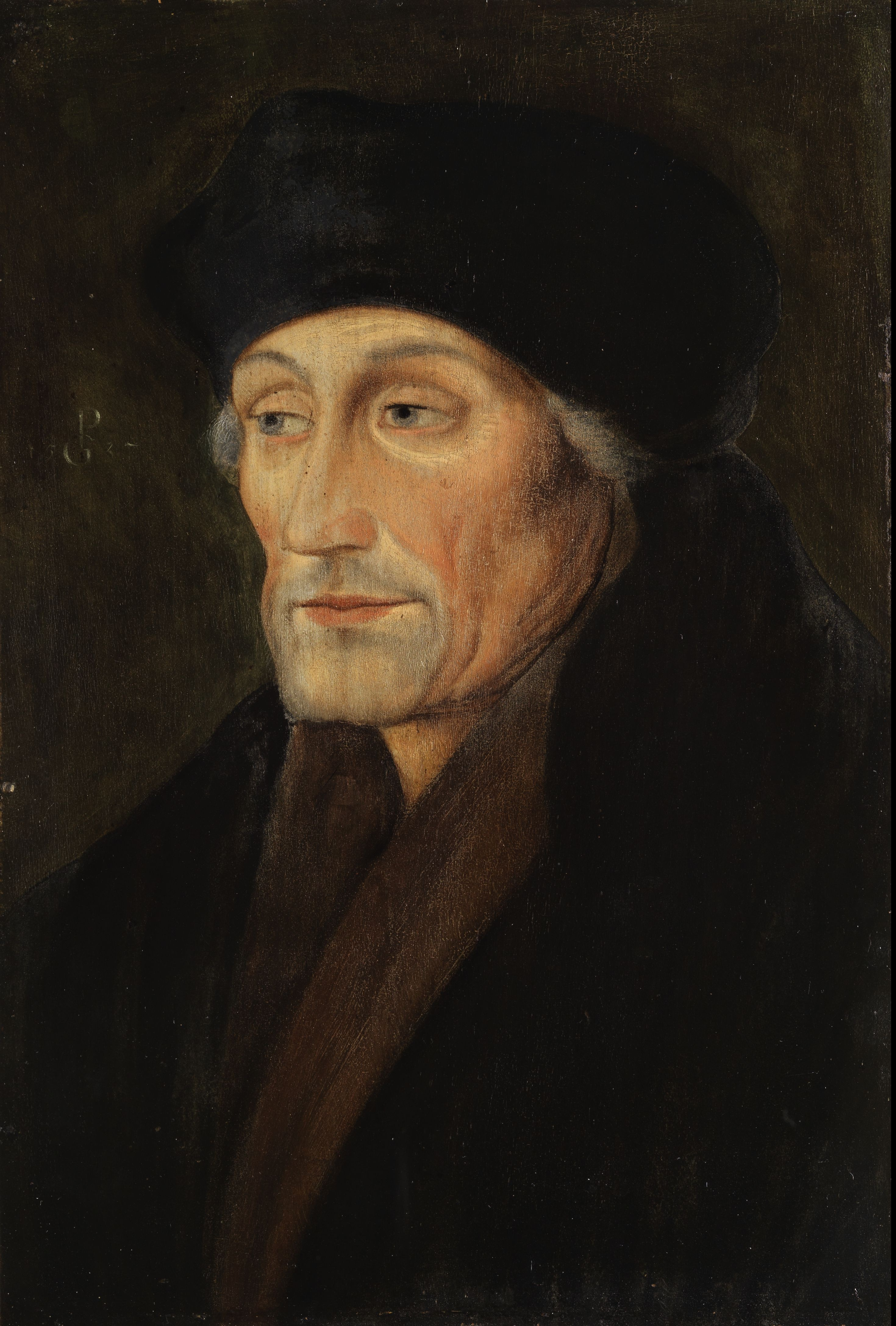
8. Érasme de Rotterdam, 1537.
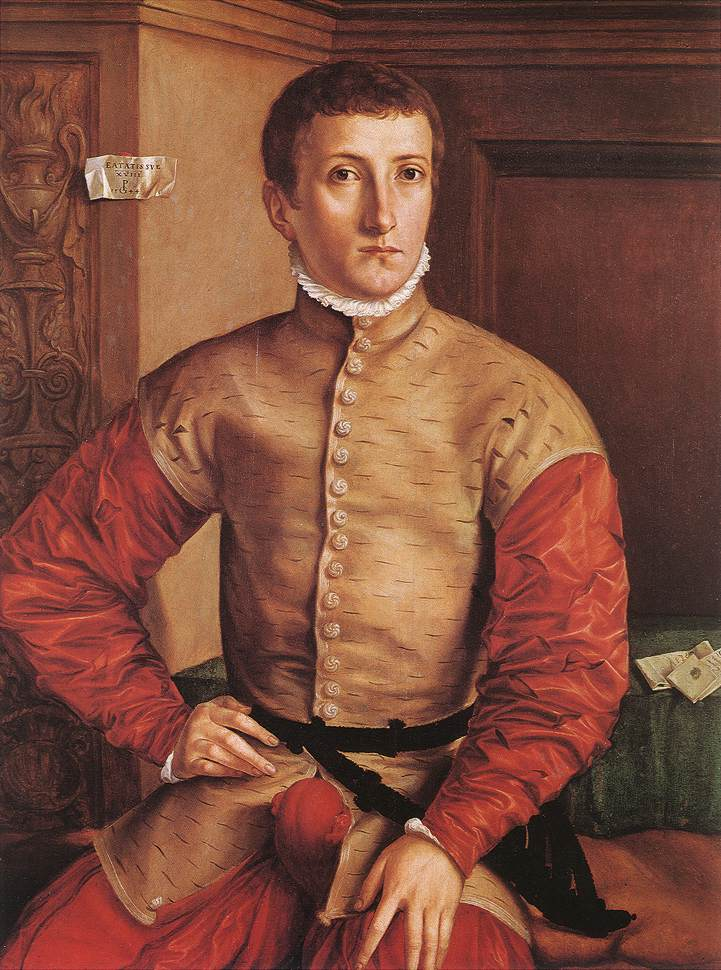
9. Jeune homme de dix-huit ans, 1544.
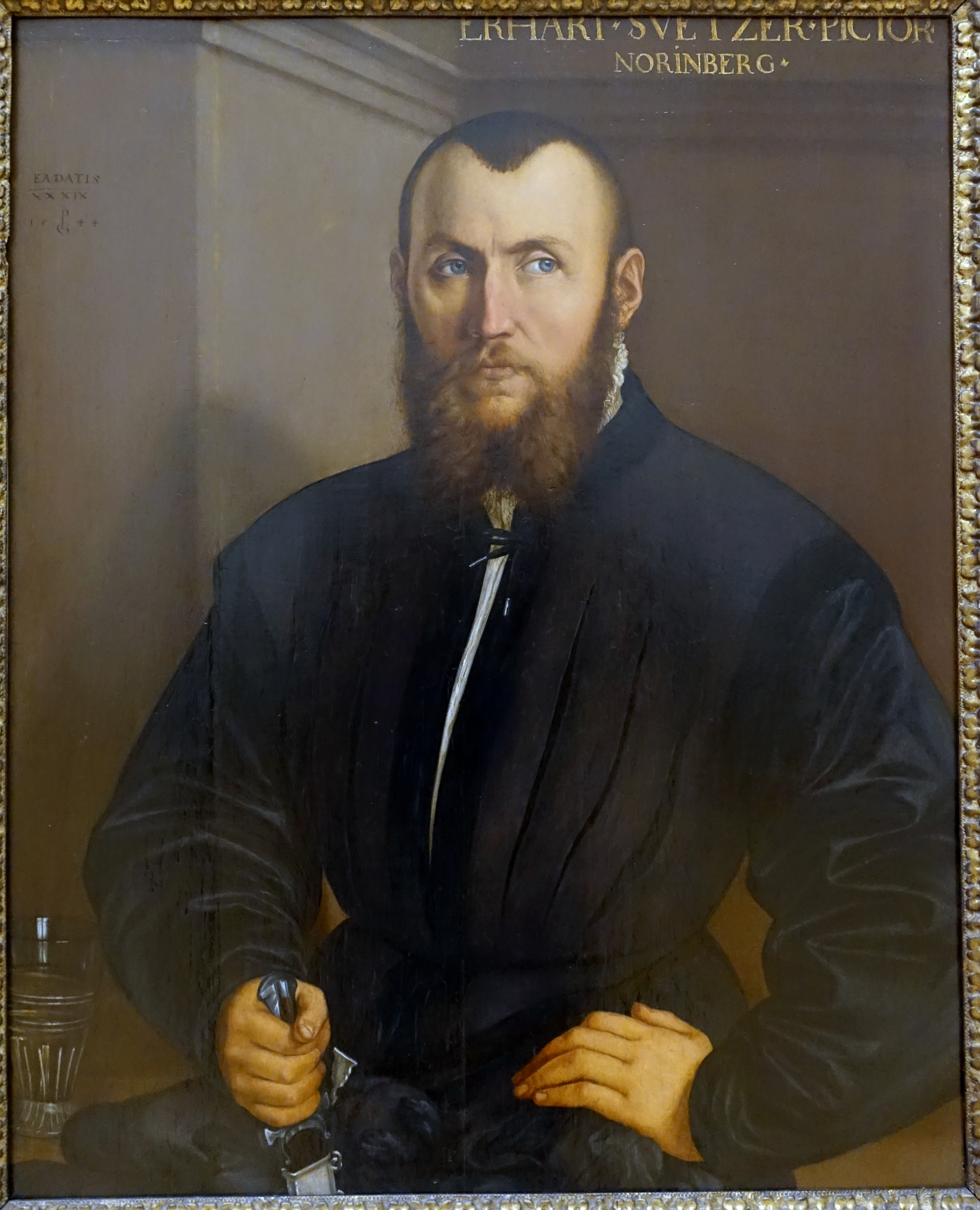
10. Erhard Schwetzer peintre de Nuremberg, 1544.
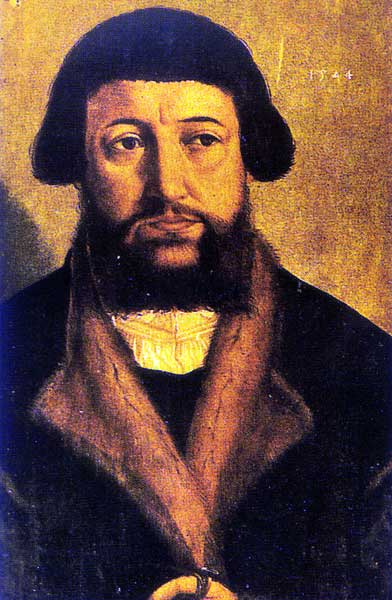
11. Andreas Osiander, 1544.
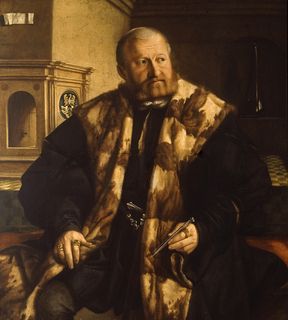
12. Jörg Herz, 1545.
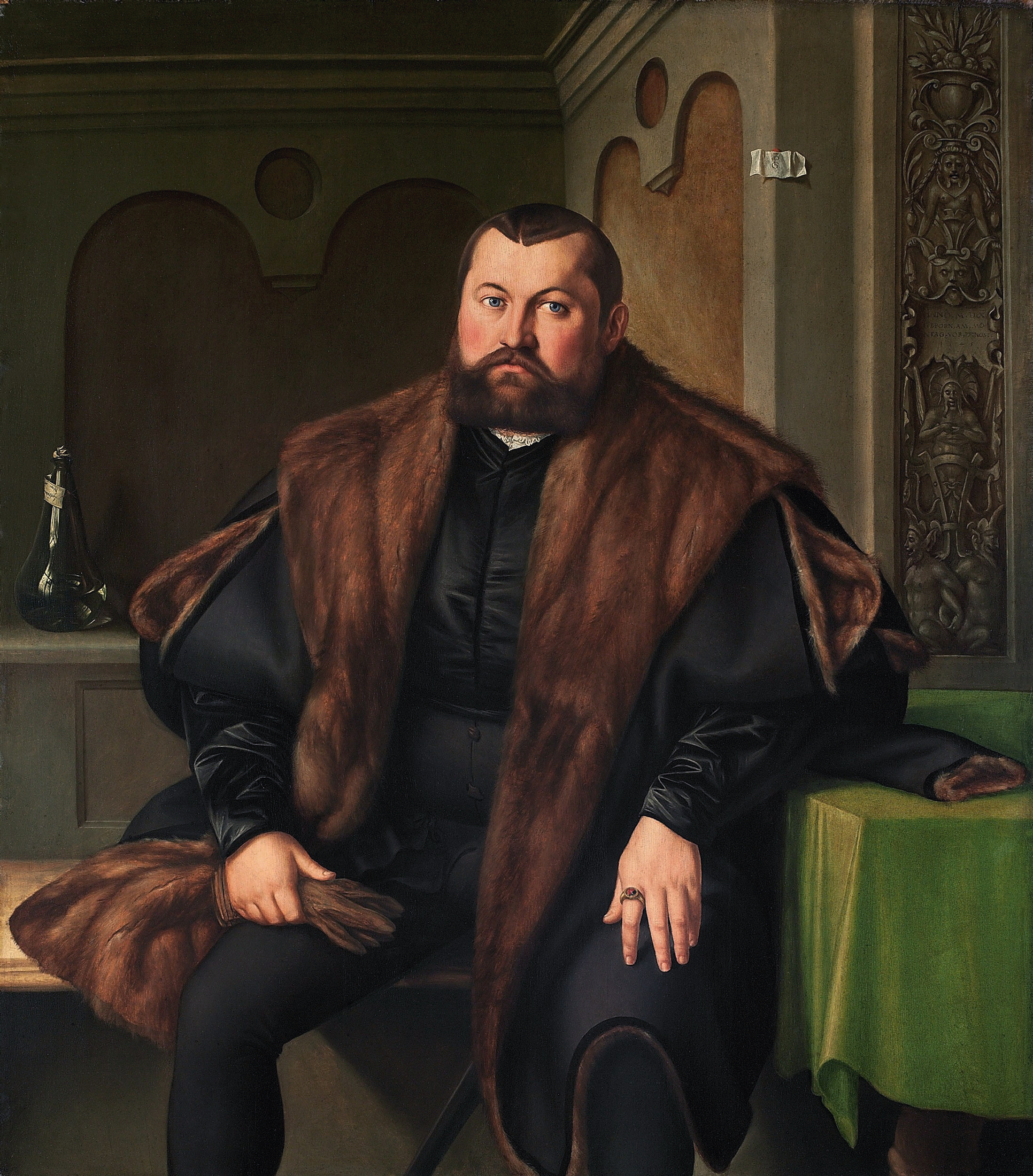
13. Sigismund Baldinger, 1545.
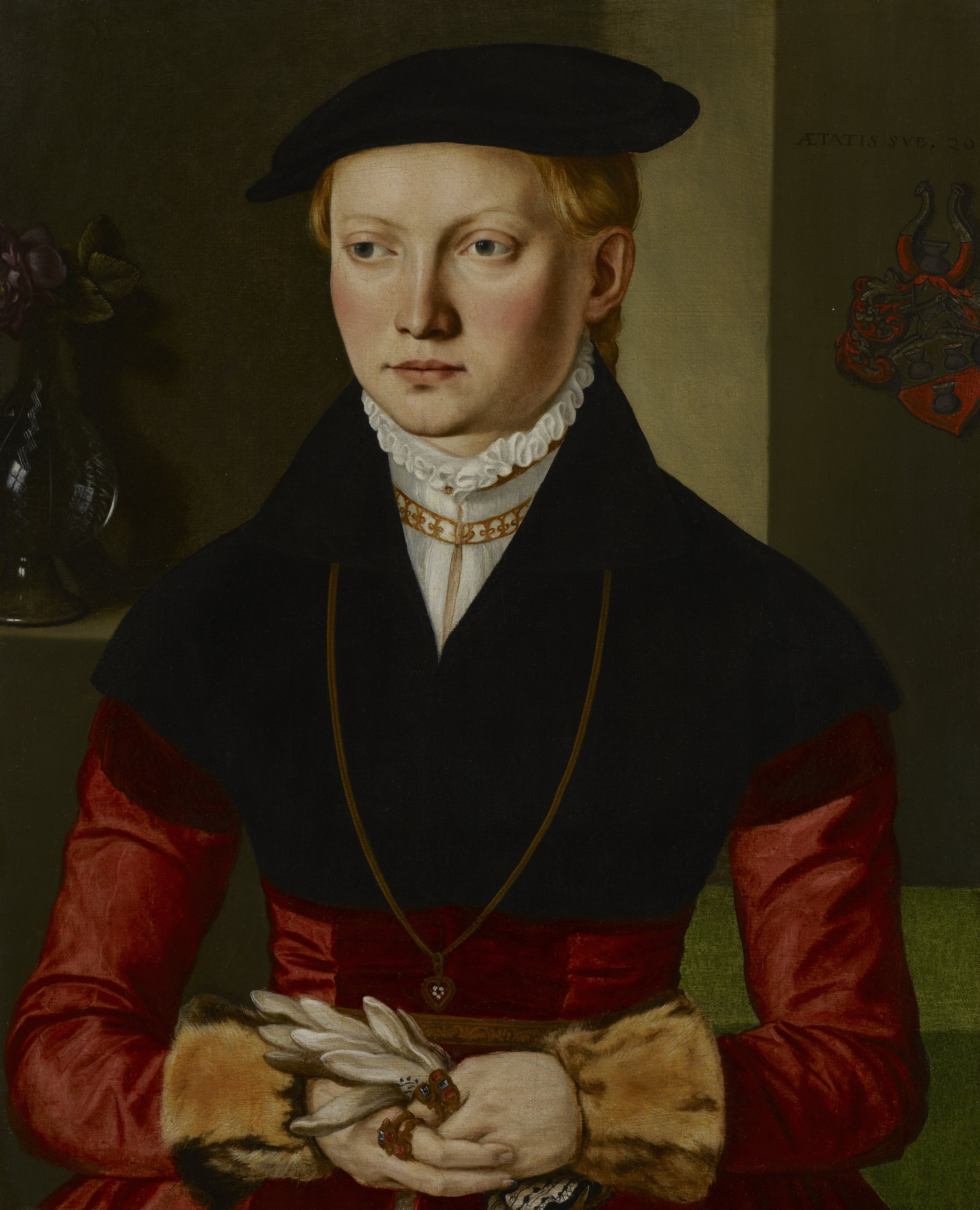
14. Jeune fille, vers 1545.

Estampes
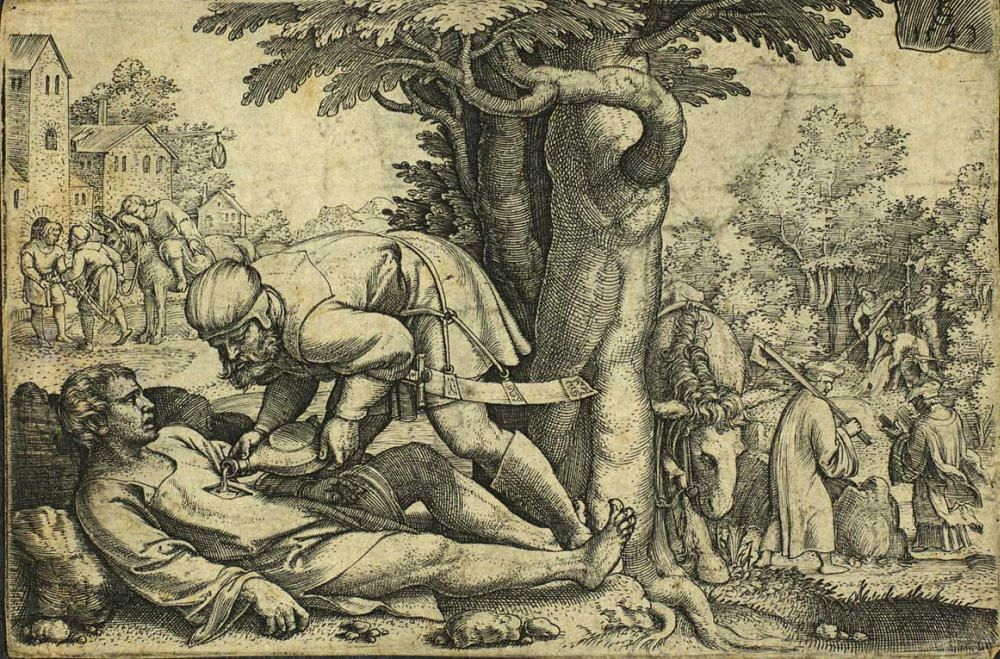
14. Le bon Samaritain, 1543, cat. Bartsch 68.
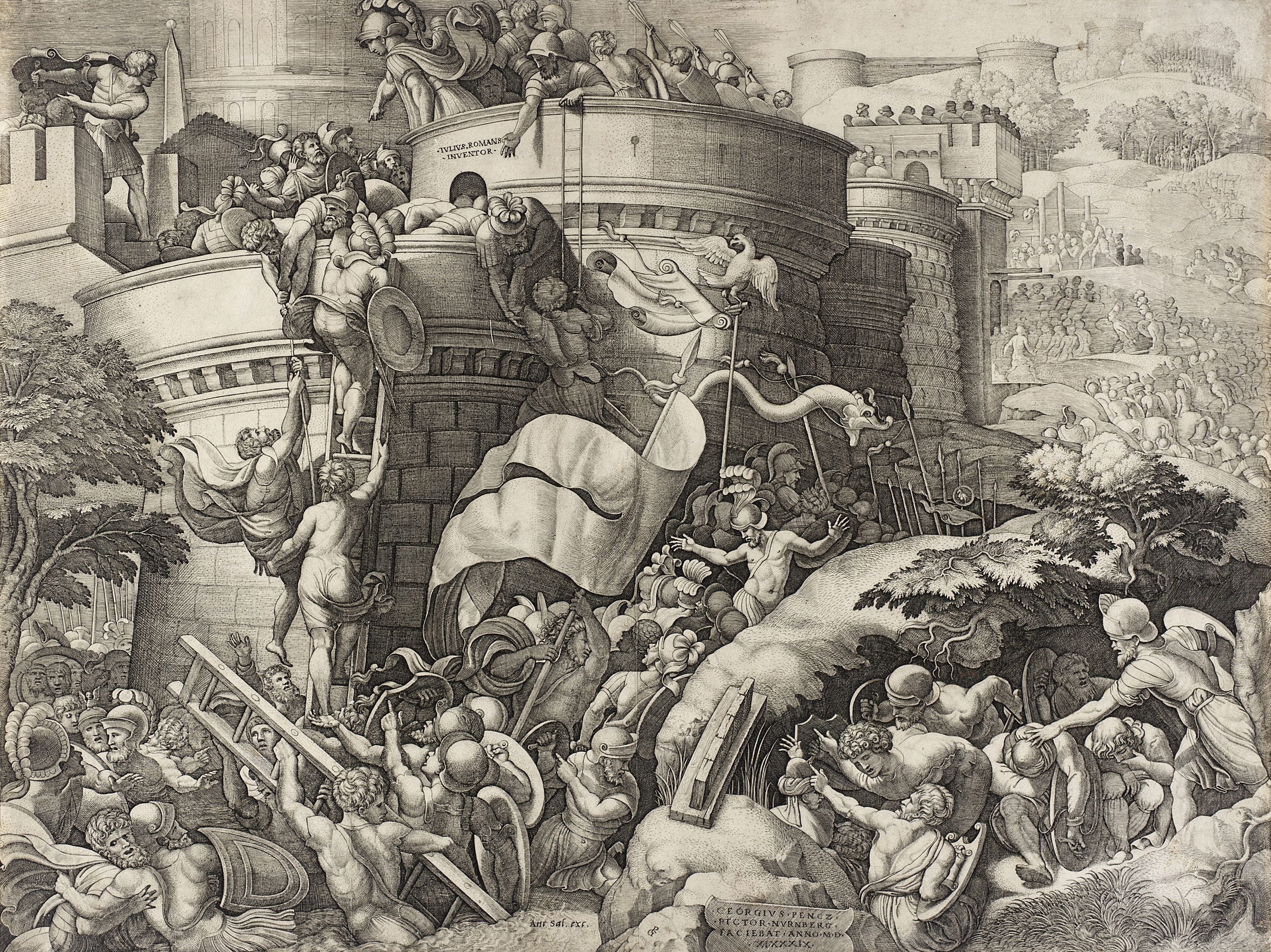
15. La prise de Carthage, 1539, cat. Bartsch 86.
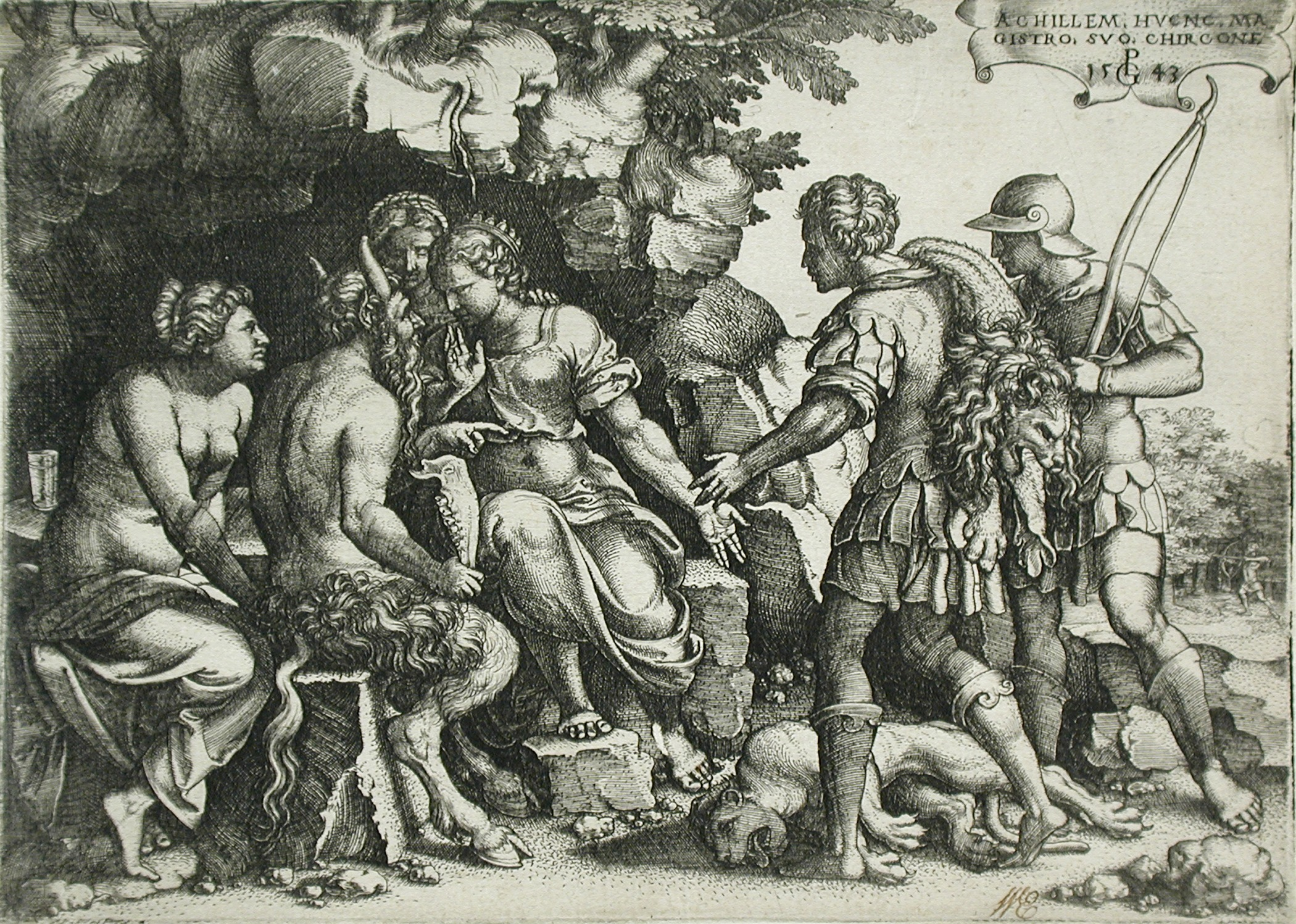
16. Thètis et Chiron, 1543, cat Bartsch 90.

#### Catalogue des œuvres graphiques
- (de) Heinrich Röttinger, Die Holzschnitte des Georg Pencz, Leipzig, Karl W. Hiersemann, 1914.
- (it) David Landau (trad. en anglais par Anthony Paul), Catalogo completo dell' opera grafica di Georg Pencz, Milan, Salomon e Agustoni ed., coll. « I Classici dell’incisione 6–7 », 1978.

#### Monographie
- (de) Katrin Dyballa, Georg Pencz (um 1500-1550) : Künstler zu Nürnberg, Berlin, Deutscher Vlg. F. Kunstw, 2015, 672 p. (ISBN 978-3-87157-237-1)